# TNT (canal de televisión)
TNT (originalmente una abreviatura de Turner Network Television) es un canal de televisión por cable básico estadounidense propiedad de Warner Bros. Discovery que se lanzó el 3 de octubre de 1988. El propósito original de TNT era transmitir películas clásicas y series de televisión sobre las que Turner Broadcasting mantenía los derechos indirectos a través de su subestación TBS. Desde junio de 2001, la cadena cambió su enfoque a series de televisión dramáticas y largometrajes, junto con algunos eventos deportivos (incluidos la NBA, NHL, el Campeonato de la División I de Baloncesto Masculino de la NCAA y el programa de lucha libre profesional AEW Rampage), a medida que TBS cambió su enfoque a programación cómica.
A septiembre de 2018, TNT fue recibido por aproximadamente 89.573 millones de hogares suscritos a un servicio de televisión por suscripción en todo Estados Unidos.

## Historia

### 1980
Turner Network Television se lanzó a las 8:00 pm, hora de la Costa Este en Estados Unidos, el 3 de octubre de 1988 con The Star Spangled Banner (una cinta de la actuación que había comenzado el canal hermano CNN 8 años antes, que era una tradición cada vez que lanzaba una nueva red de Turner). Su transmisión inaugural fue la película clásica de 1939 Gone with the Wind, a la que el fundador Ted Turner había adquirido los derechos. La película fue elegida como el primer programa del canal porque, se decía que Gone with the Wind era la película favorita de Turner (también sería el primer programa emitido en el canal hermano Turner Classic Movies, cuando debutó en abril de 1994). Por cierto, Gone With the Wind tuvo su estreno en Atlanta, Georgia -la ciudad natal de Turner y la sede de la empresa matriz del canal, Turner Broadcasting System- y la ciudad sirvió como escenario de la película.
TNT fue, al menos inicialmente, un vehículo para películas y programas de televisión más antiguos, pero poco a poco comenzó a agregar programación original y nuevas repeticiones. Cuando TNT empezó a difundir versiones de películas más antiguas de la biblioteca Metro-Goldwyn-Mayer (que fue adquirida por Turner como resultado de su venta del estudio de cine MGM a Kirk Kerkorian, de quien Turner había comprado hace menos de un año antes de octubre de 1986 debido a las preocupaciones de la deuda sobre la carga de deuda corporativa de Turner Entertainment, dando efectivamente a la compañía derechos a la amplia gama de las películas MGM y programas de televisión realizados antes de la venta), el canal causó controversia debido a sus aires de coloridas versiones de muchos clásicos que fueron originalmente filmado en blanco y negro.
Antes del lanzamiento del canal en 1988, Turner Broadcasting había utilizado este nombre como un servicio de sindicación para varios eventos deportivos, incluyendo dos juegos de exhibición de 1982 organizados por la NFL Players Association durante la huelga de la NFL de ese año y el primero Goodwill Games (que fueron organizados por el propio Turner) en 1986.

### 1990
Las versiones europeas, australianas, latinoamericanas y asiáticas de TNT fueron lanzadas en los años 1990, que fueron dedicadas exclusivamente a las películas, sobre todo de los archivos de MGM y de Warner Bros. (sin embargo, las versiones británicas y escandinavas de TNT difundieron WCW Monday Nitro en los viernes por la noche en un retraso de cuatro días de su emisión de EE. UU., y la versión latinoamericana emitió un bloque de niños llamado "Magic Box"). Las versiones europeas, australianas y asiáticas de TNT compartieron el espacio de los canales con Cartoon Network, mientras que la versión latinoamericana compartió espacio con CNN International. Los canales de TNT en Europa, África, Asia y Australia fueron finalmente relanzados como Turner Classic Movies, mientras que la versión latinoamericana mantuvo la marca TNT. El canal TNT más conocido en Europa fue (y sigue siendo) la versión francesa, que utiliza gráficos similares a lo que el canal estadounidense principal estaba utilizando en ese momento. Las versiones regionales de TNT se lanzaron en Brasil y América Latina el 28 de enero de 1991.
En 1995, WCW Monday Nitro estrenó en TNT; este programa asumió la distinción como el programa insignia de la ya desaparecida World Championship Wrestling de WCW Saturday Night, que debutó en el canal hermano TBS en 1992 y difusió en ese canal hasta 2000. En un punto, Monday Nitro era, regularmente, el programa semanal más visto en la televisión por cable. Además de eso, el programa derrotó a WWF Raw, el programa insignia de WWF (ahora WWE o World Wrestling Entertainment), durante 83 semanas consecutivas, entre 1996 y 1998. En el noviembre de 1998, WCW Monday Nitro perdió telespectadores a WWF Raw, una situación que continuó hasta WCW fue vendido a WWF. El episodio final de WCW Monday Nitro fue transmitido el 26 de marzo de 2001.
El canal también era conocido por su programación nocturna; uno de esos programas fue MonsterVision, un escaparate de las película tipo B de sábado por la noche que se emitió de 1993 a 2000 (y presentó una maratón de películas de Godzilla al final de cada mes). Penn & Teller estuvieron como animadores ocasionales durante sus primeros años; En 1997, MonsterVision encontró un anfitrión permanente en la personalidad del culto y en el aficionado a la película, Joe Bob Briggs -el seudónimo del actor y crítico de cine John Irving Bloom- que recibió un par de películas de terror cada semana, como Friday the 13th Part 2 y Wes Craven's New Nightmare.
Hasta 1998, TNT también emitió dibujos animados de la biblioteca de Turner (como Los Picapiedras, Scooby-Doo, Los Supersónicos y Johnny Quest) como parte de un bloque diario llamado "TNT Toons". En 1998, TNT (y TBS) dejó todas sus caricaturas restantes, relegando esos programas a Cartoon Network; la mayor parte de las series animadas y los cortos que fueron eliminados también servirían como núcleo de Boomerang, un nuevo canal de cable dedicado a las caricaturas clásicas (durante su primera etapa) que se lanzó el 1 de abril de 2000.
Durante los años 90, TNT programó una serie de espectáculos en las tardes de los días de semana que incluían Due South, Kung Fu: La leyenda continúa, Lois y Clark: Las nuevas aventuras de Superman y Babylon 5. En 1998, TNT asumió la producción de la quinta y última Temporada de Babylon 5 de Prime Time Entertainment Network, después de que el bloque de sindicación ad hoc dejó de funcionar; El año siguiente, TNT produjo el Babylon 5 spinoff serie Crusade, que fue cancelada después de 13 episodios, después de que la gerencia de TNT decidió que la ciencia ficción no se ajustaba a la identidad de marca del canal. En 2001, TNT debutó su serie original entonces más acertada, Witchblade, que funcionó por dos estaciones, terminando en 2002.

### 2000
El 12 de junio de 2001, TNT se sometió a un extenso rebrand, con la introducción de un nuevo logotipo (diseñado por Trollbäck + Company) y un nuevo lema, "We Know Drama", que enfatizó el nuevo enfoque del canal en la programación dramática, Dramas sindicados fuera de la red como Law & Order, NYPD Blue, ER y Judging Amy. A medida que pasaba la década, el formato del canal se convirtió en un contraste directo con la red hermana TBS, que se había centrado inicialmente en una variedad más amplia de programación, pero ahora se centra principalmente en series cómicas y películas. Además, la cobertura de NASCAR se trasladó a TNT de TBS a partir de la temporada 2001, ya que Turner Broadcasting System creía que encajaría más con el nuevo formato de TNT que TBS.
El 7 de diciembre de 2008, TNT presentó una actualización de su logotipo, mostrándolo principalmente en plata (mostrado en pantalla durante la programación y en el sitio web de TNT) y a veces biselado de oro. El lema de "We Know Drama" se mantuvo, pero el canal agregó más atención a sus series originales y anunció planes para llevar tres noches a la semana de programación original durante el horario estelar a partir de 2009.

### 2010
En 2012, TNT se renombró con un nuevo lema: "Drama, Períod". (Visualmente se muestra como "Drama", con el logo de TNT sirviendo como el símbolo del período),  el logotipo simplemente se re-colorea para que coincida con los temas de sus programas.
El 14 de mayo de 2014, TNT alteró su marca en el aire a "TNT Drama" e introdujo un nuevo lema, "Boom". La campaña de branding refleja la reorientación del canal hacia las series de acción-aventura, ciencia ficción/fantasía y misterio/suspenso junto a sus dramas criminales. El canal adquirió los derechos básicos de cable en septiembre para las próximas cinco películas de Marvel Studios comenzando con Avengers: Age of Ultron.
El canal en América Latina y Brasil da en su mayoría películas, junto con algunas series. Todos los programas solían ser presentados subtitulados en español y portugués, hasta 2015, cuando el canal lo revirtió y puso a disposición los doblajes; Sin embargo, el canal desde antes también ofrece subtítulos cerrados y SAP (que pueden ser removidos o colocados por el usuario) en operadores digitales. TNT Latin America y TNT Brasil comenzaron a operar canales de transmisión simultánea de alta definición en 2009 por TNT HD.
En 2016, TNT cambió su logotipo para ponerse al día con el canal hermano TBS, ya que también cambió su marca el 31 de octubre de 2015, antes que TNT. En América Latina se aplicaría el 30 de noviembre de 2016.
El 2 de octubre de 2019, TNT transmitirá All Elite Wrestling con su show semanal llamado "Dynamite", haciendo que la red vuelva a entrar en la escena de la lucha profesional después del cierre de World Championship Wrestling.

## Programación

### Programación deportiva

#### National Basketball Association
En julio de 1989, Turner Broadcasting System anunció que TNT obtendría derechos parciales en la televisión por suscripción para la National Basketball Association (NBA) a partir de la temporada 1989-90, como parte de una transferencia de los derechos de transmisión existentes de la NBA de TBS SuperStation. Como resultado, la cobertura de la NBA en TNT consistiría en juegos que involucraran a otros equipos dentro de la liga, y los derechos de TBS se reducirían para abarcar solo transmisiones de juegos que involucraran a la franquicia sirviendo al mercado local de su estación de televisión matriz WTBS, los Atlanta Hawks (que Ted Turner había comprado del promotor inmobiliario con sede en Atlanta Tom Cousins en 1977). Según el acuerdo inicial y un contrato posterior de cinco años firmado en diciembre de 1989, TNT emitió alrededor de 50 juegos de temporada regular y 25 de playoffs durante la temporada inaugural de sus derechos contractuales. (TBS SuperStation/WTBS, al adquirir la exclusividad de los Hawks, amplió su calendario para incluir 25 partidos fuera de casa a través de la adquisición de los derechos parciales de transmisión de los Hawks del rival de Atlanta WGNX [ahora afiliado de CBS, WANF]).
A principios de la década de 1990, algunas transmisiones de juegos de los Hawks que se mostraban en TNT y TBS se apagaron dentro de las 35 millas de la arena del equipo local. Esta restricción se eliminó en 2000, lo que permitió a TNT el derecho a ser la emisora exclusiva de cualquier juego que decidiera transmitir. TNT había transmitido regularmente juegos de la NBA en múltiples martes por la noche hasta la 2000-03. Las transmisiones semanales luego se trasladaron a los jueves por la noche en la 2003-04, cuando TBS se quedó fuera de los derechos de emisión de la NBA como resultado de la renovación del contrato de la liga con Turner Sports. Además de transmitir los juegos de la temporada regular de la NBA, que generalmente se transmiten como una doble cartelera la mayoría de las semanas, TNT también transmite los juegos de la noche de apertura, el All-Star Game, la gran mayoría de los juegos dentro de los playoffs de Conferencia y una de las Finales de Conferencia (las Finales de la Conferencia Este en años impares y las Finales de la Conferencia Oeste en años pares). Desde 2015, el All-Star Game se transmite simultáneamente en TBS para evitar que contraprograme a TNT, aunque en 2022 TBS experimentó con una transmisión alternativa del juego con el panel del programa de estudio de TNT Inside the NBA.

#### National Hockey League
A partir de la temporada 2021-22 de la NHL, Turner Sports posee los derechos de la National Hockey League (NHL); el contrato incluye los derechos de hasta 72 juegos exclusivos de temporada regular en TNT, que consisten predominantemente en dobles carteleras los miércoles por la noche. TNT también divide la cobertura de los Playoffs de la Copa Stanley con ESPN, el otro titular de derechos, y tendrá los derechos exclusivos de las Finales de la Copa Stanley en los años impares.

#### Básquetbol universitario
En 2011, TNT obtuvo una participación en los derechos de televisión del Campeonato de baloncesto de la División I masculina de la NCAA como parte de un acuerdo integral de derechos de transmisión conocido como NCAA March Madness. El acuerdo también involucra a CBS y otras propiedades de Turner, (TBS y TruTV). Durante los años pares, Turner tiene los derechos exclusivos de la Final Four en adelante; hasta 2022, TNT y TruTV hiceron transmisiones alternativas de los juegos adaptadas a los equipos participantes, pero esto se suspendió silenciosamente en 2022, con los tres canales emitiendo simultáneamente la transmisión de TBS.